# Savosavo
Savosavo je jedním z nejvýchodnějších papuánských jazyků. Je to ohrožený jazyk, mluví jím cca 2400 obyvatel ostrova Savo na Šalomounových ostrovech. Jazyk patří do malé jazykové rodiny středních šalomounských jazyků, kam patří ještě další 3 jazyky Šalomounových ostrovů.

## Ukázka
Číslovky v jazyce savosavo:
| 1  | ela (pade/pa) | 30    | ighivaleza                    |
| 2  | edo           | 40    | aghavaleza                    |
| 3  | ighiva        | 50    | aratale                       |
| 4  | aghava        | 60    | poghoatale                    |
| 5  | ara           | 70    | poghoatale                    |
| 6  | poghoa        | 80    | kuiatale                      |
| 7  | poghoro       | 90    | kuavatale                     |
| 8  | kui           | 100   | pa kela                       |
| 9  | kuava         | 200   | edo kela                      |
| 10 | atale         | 269   | edo kelagha                   |
| 11 | panipiti      | 999   | kuava kelagha kuavatale kuava |
| 20 | nebolo        | 1 000 | pa mola                       |